# Кристофър Лий
Сър Кристофър Франк Карандини Лий, CBE (на английски: Christopher Frank Carandini Lee) е британски актьор и певец, известен с професионалното си дълголетие и характерния си басов глас. Носител на наградите БАФТА, „Сатурн“, „Сателит“ и награда на президента от фествиала „Карлови Вари“. Лий е най-известен с ролите си на злодеи. Получава известност с ролята си на Граф Дракула в поредица от филми на ужасите на „Хамър филм прадъкшънс“. Други известни негови роли са тази на лорд Съмърайл в „Плетеният човек“ и Франциско Скараманга в „Мъжът със златния пистолет“. В началото на 21 век Лий е на над осемдесет години и все още играе във филми като трилогията „Властелинът на пръстените“, епизоди II и III на „Междузвездни войни“ и „Чарли и шоколадовата фабрика“.
Кристофър Лий е командор на Ордена на свети Йоан от 1997 г., командор на Британската империя от 2001 г. за принос към драматургията и рицар-бакалавър от 2009 г. заради приноса му към драматургията и благотворителността.

## Биография

### Произход и семейство
Кристофър Лий е роден на 27 май 1922 г. в Белгравия, Лондон в семейството на подполковник Джефри Лий и контеса Естел Мария Карандини де Сарзано. Майка му е всепризната със своята красота и е модел за много картини и скулптури на велики художници и скулптори от тази епоха. Прадядото по майчина линия на Кристофър Лий е италиански политически бежанец, а прабаба му е оперната певица Мария Карандини.
През 1926 г. родителите му се разделят, след което Кристофър, сестра му и майка му се преместват да живеят в Швейцария. След като се записва да учи в академията „мис Фишер“, Лий изиграва и първата си роля – на злодея Румпелщилцхен в училищна постановка. По-късно семейството се завръща в Англия, където Лий учи старогръцки и латински език в „Уелингтън Колидж“ в графство Бъркшър. След като се дипломира, работи като чиновник в различни лондонски корабни компании.
През 1961 г. Кристофър Лий се жени за бившия датски модел Бригит Крьонке (Birgit Krøncke). Двамата имат дъщеря на име Кристина Ерика Карандини Лий, която е омъжена за Хуан Франциско Анейрос Родригес. Лий е чичо на британската актриса Дейм Хариет Уолтър, братовчед на Иън Флеминг (автор на шпионските романи за „Джеймс Бонд“), далечен роднина на генерал Робърт Лий и астронома Джон Лий.
Почива на 7 юни 2015 г. в болница в Лондон от дихателни проблеми и сърдечна недостатъчност.

## Избрана филмография
| година | филм                                                   | оригинално заглавие                               | роля                                              | режисьор                         |
| ------ | ------------------------------------------------------ | ------------------------------------------------- | ------------------------------------------------- | -------------------------------- |
| 1948   | Хамлет                                                 | Hamlet                                            | копиеносец                                        | Лорънс Оливие                    |
| 1951   | Quo Vadis                                              | Quo Vadis                                         | водач на колесница (не е посочен в надписите)     | Мървин Лерой                     |
| 1953   | Ваканцията на г-н Юло                                  | Les Vacances de M. Hulot                          | (точкуване на всички гласове за английски дублаж) | Жак Тати                         |
| 1956   | Битката при Ла Плата                                   | The Battle of the River Plate                     | Маноло                                            | Майкъл Пауъл и Емерик Пресбъргър |
| 1959   | Чичо ми беше вампир                                    | Tempi duri per i vampiri                          | барон Родерико да Франкуртен                      | Стено                            |
| 1959   | Баскервилското куче                                    | The Hound of the Baskervilles                     | Сър Хенри Баскервил                               | Терънс Фишър                     |
| 1959   | Мумията                                                | The Mummy                                         | Харис                                             | Терънс Фишър                     |
| 1971   | Хани Колдър                                            | Hannie Caulder                                    | Бейли                                             | Бърт Кенеди                      |
| 1979   | 1941                                                   | 1941                                              | Капитан Волфганг фон Клайншмид                    | Стивън Спилбърг                  |
| 1981   | Око за око                                             | An Eye for an Eye                                 | Морган Кенфийлд                                   | Стийв Карвър                     |
| 1982   | Последният еднорог                                     | The Last Unicorn                                  | Крал Хагард                                       | Джулс Бас и Артър Ранкин младши  |
| 1990   | Гремлини 2: Новата партида                             | Gremlins 2: The New Batch                         | д-р Кушинг Катетър                                | Джо Данте                        |
| 1995   | Мойсей                                                 | Moses                                             | Рамзес II                                         | Роджър Йънг                      |
| 1999   | Слийпи Холоу                                           | Sleepy Hollow                                     | Съдия                                             | Тим Бъртън                       |
| 2001   | Властелинът на пръстените: Задругата на пръстена       | The Lord of the Rings: The Fellowship of the Ring | Саруман                                           | Питър Джаксън                    |
| 2002   | Междузвездни войни: Епизод II - Клонираните атакуват   | Star Wars: Episode II – Attack of the Clones      | Граф Дуку                                         | Джордж Лукас                     |
| 2002   | Властелинът на пръстените: Двете кули                  | The Lord of the Rings: The Two Towers             | Саруман                                           | Питър Джаксън                    |
| 2003   | Властелинът на пръстените: Завръщането на краля        | The Lord of the Rings: The Return of the King     | Саруман                                           | Питър Джаксън                    |
| 2004   | Пурпурните реки II                                     | Les Rivières pourpres 2                           | Генрих фон Гартен                                 | Оливие Даан                      |
| 2005   | Междузвездни войни: Епизод III – Отмъщението на ситите | Star Wars: Episode III – Revenge of the Sith      | Граф Дуку                                         | Джордж Лукас                     |
| 2005   | Чарли и шоколадовата фабрика                           | Charlie and the Chocolate Factory                 | д-р Уилбър Уонка                                  | Тим Бъртън                       |
| 2005   | Булката труп                                           | Corpse Bride                                      | пастор Галсуелс                                   | Тим Бъртън                       |
| 2007   | Златният компас                                        | The Golden Compass                                | първият висш съветник на Магистериума             | Крис Вайц                        |
| 2008   | Междузвездни войни: Войните на клонираните             | Star Wars: The Clone Wars                         | Граф Дуку                                         | Дейв Филони                      |
| 2010   | Алиса в Страната на чудесата                           | Alice in Wonderland                               | Джабъруоки                                        | Тим Бъртън                       |
| 2011   | Изобретението на Хюго                                  | Hugo                                              | библиотекар                                       | Мартин Скорсезе                  |
| 2012   | Тъмни сенки                                            | Dark Shadows                                      | Силас Кларни                                      | Тим Бъртън                       |
| 2012   | Хобит: Неочаквано пътешествие                          | The Hobbit: An Unexpected Journey                 | Саруман                                           | Питър Джаксън                    |
| 2014   | Хобит: Битката на петте армии                          | The Hobbit: The Battle of the Five Armies         | Саруман                                           | Питър Джаксън                    |